# Тернівка (притока Случі)
Тернівка (рос. Терновка) — річка в Україні, у Шепетівському та Звягельському районах Хмельницької й Житомирської областей. Ліва притока Случі, (басейн Прип'яті).

## Опис
Довжина річки приблизно 6,43 км, найкоротша відстань між витоком і гирлом — 6,00 км, коефіцієнт звивистості річки — 1,08. Річка формується декількома безіменним струмками та загатами.

## Розташування
Бере початок у селі Лодзянівка (колишнє Майдан Ладзяновка (рос.). Тече переважно на південний схід і у Марківці впадає в річку Случ, праву притоку Горині.

## Цікавий факт
- У селі Макарівці річку перетинає автошлях Т 0612.